# Dominique Dawes
Dominique Dawes född den 20 november 1976 i Silver Spring, Maryland, är en amerikansk gymnast.
Hon tog OS-brons i lagmångkampen i samband med de olympiska gymnastiktävlingarna 1992 i Barcelona.
Hon tog därefter OS-guld i lagmångkampen och OS-brons i fristående i samband med de olympiska gymnastiktävlingarna 1996 i Atlanta.
Hon tog även OS-brons i lagmångkampen i samband med de olympiska gymnastiktävlingarna 2000 i Sydney.